# 道の駅すずなり
道の駅すずなり（みちのえき すずなり）は、石川県珠洲市野々江町にある石川県道12号蛸島港線の道の駅である。

## 概要

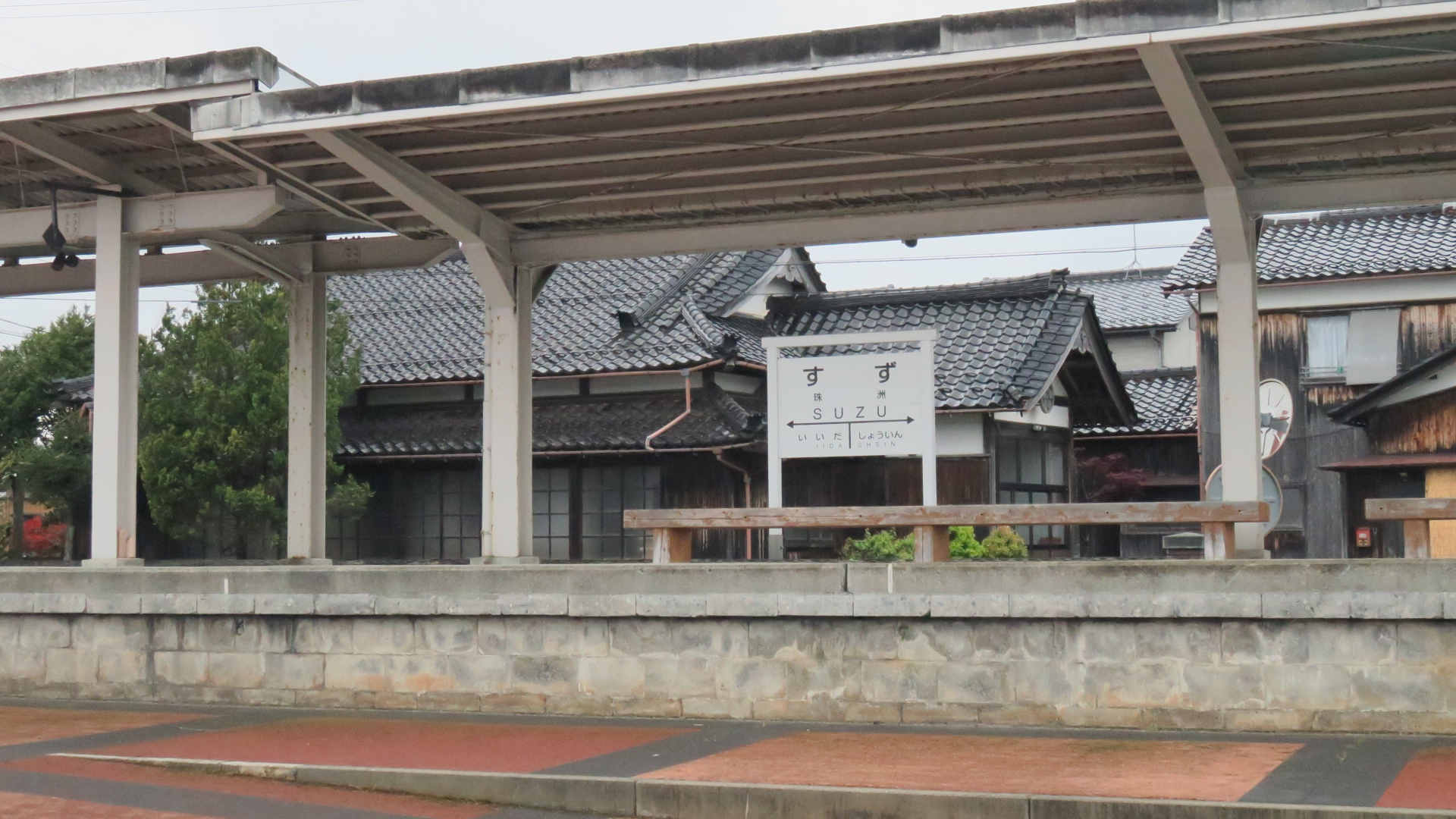
敷地内にはのと鉄道能登線珠洲駅ホームが残る
(2017年5月撮影)

2010年（平成22年）4月3日に開業。2005年（平成17年）まで運行されたのと鉄道能登線の珠洲駅跡地にバスターミナルならびにタクシーのりばを併設し新築。現在は「イベント広場」として、旧珠洲駅のプラットホームやベンチを活用している。
2024年（令和6年）の能登半島地震では日本赤十字社石川県支部が敷地内に救護所を開設した。一般営業は地震発生以降休止していたが、同年4月28日より再開した。

## 施設
- 駐車場
  - 普通車：47台[5]
  - 大型車：3台[5]
  - 身障者用：2台[5]
- トイレ
  - 男：6器
  - 女：5器
  - 身障者用：1器
- すずなり館（8:30 - 18:00、12月から2月は9:00 - 17:00）[5]
  - 珠洲市の特産品（塩・珪藻土コンロ・珠洲焼など）が販売されている[5]。
- バス待合所・情報コーナー（6:00 - 20:00）[5]
- イベント広場（旧珠洲駅プラットホーム併設）[5]

### 管理団体
- 設置者：珠洲市
- 指定管理者：NPO法人能登すずなり

## 休館日
- 年中無休[5]

## アクセス
- 国道249号
- 石川県道12号蛸島港線 - 登録路線
- 北鉄奥能登バス
  - 珠洲特急線
  - 珠洲宇出津特急線
  - 宇出津珠洲線（のと鉄道廃止代替バス）
  - 穴水珠洲線（のと鉄道廃止代替バス）
- すずバス（まちなかルート・若山飯田ルート・大谷飯田ルート・狼煙飯田 山ルート・狼煙飯田 海ルート・三崎飯田ルート）[12][13][14][15]
  - 2022年（令和4年）に北鉄奥能登バスの路線が廃止されたことに伴い[14][15]、一般社団法人すずバスが路線を継承[13]。運賃は無料で年末年始を除く平日のみ運行[13][14]。まちなかルートは当駅を起終点としている。

## 周辺
- ラポルトすず
- 珠洲市役所
- 石川県警察珠洲警察署
- 珠洲焼資料館[8]
- 見附島
- 須須神社